# ЗАКСА
ЗАКСА — мужской польский волейбольный клуб из польского города Кендзежин-Козле. Основан в 1947 году. Выступает в Чемпионате Польши.

## Достижения
- Чемпионат Польши
  -  1998, 2000, 2001, 2002, 2003, 2016, 2017, 2019, 2022
  -  1997, 1999, 2011, 2013, 2018, 2021, 2023
  -  2012
- Кубок Польши
  -  2000, 2001, 2002, 2013, 2014, 2017, 2019, 2021, 2022, 2023
  -  1997, 2011, 2016
- Суперкубок Польши
  -  2019, 2020
  -  2013, 2014, 2017, 2021, 2022
- Лига чемпионов ЕКВ
  -  2021, 2022, 2023
  -  2003
- Кубок ЕКВ
  -  2011
- Кубок вызова ЕКВ
  -  2000

## Известные игроки
- Бартош Курек (2005—2008)
- Лукаш Жигадло (2007—2008)
- Туомас Саммелвуо (2009—2010)
- Павел Загумный (2010—2015)
- Антонен Рузье (2011—2013)
- Липе (2012—2013)
- Кевин Тийи (2015—2017)
- Сэм Деру (2015—2019)
- Бенжамен Тоньютти (2015—2021)
- Александер Сливка (2018—н. в.)
- Дэвид Смит (2019—н. в.)
- Эрик Сёдзи (2021—н. в.)
- Дмитрий Пашицкий (2022—н. в.)
- Бартош Беднож (2023—н. в.)